# Valerie Harper
Pour les articles homonymes, voir Harper.
Valerie Harper est une actrice américaine, née le 22 août 1939 à Suffern (quartier de New York) et morte le 30 août 2019 à Los Angeles.
Elle commence sa carrière en tant que danseuse à Broadway dans la comédie musicale Take Me Along en 1959. Elle est surtout connue pour son rôle de Rhoda Morgenstern dans le Mary Tyler Moore Show (1970-1977) et de sa suite Rhoda (1974-1978), travail pour lequel elle a reçu trois Primetime Emmy Awards.
De 1986 à 1987, elle tient le rôle principal dans la sitcom Valerie. Ses apparitions au cinéma incluent Les Anges gardiens (1974) et Chapter Two (1979), qui lui ont valu des nominations au Golden Globes. Elle revient au théâtre sur le tard, notamment à Broadway.
En 2010, elle est nommée pour le Tony Award de la meilleure actrice dans une pièce de théâtre pour son interprétation de Tallulah Bankhead dans la pièce Looped.

## Biographie

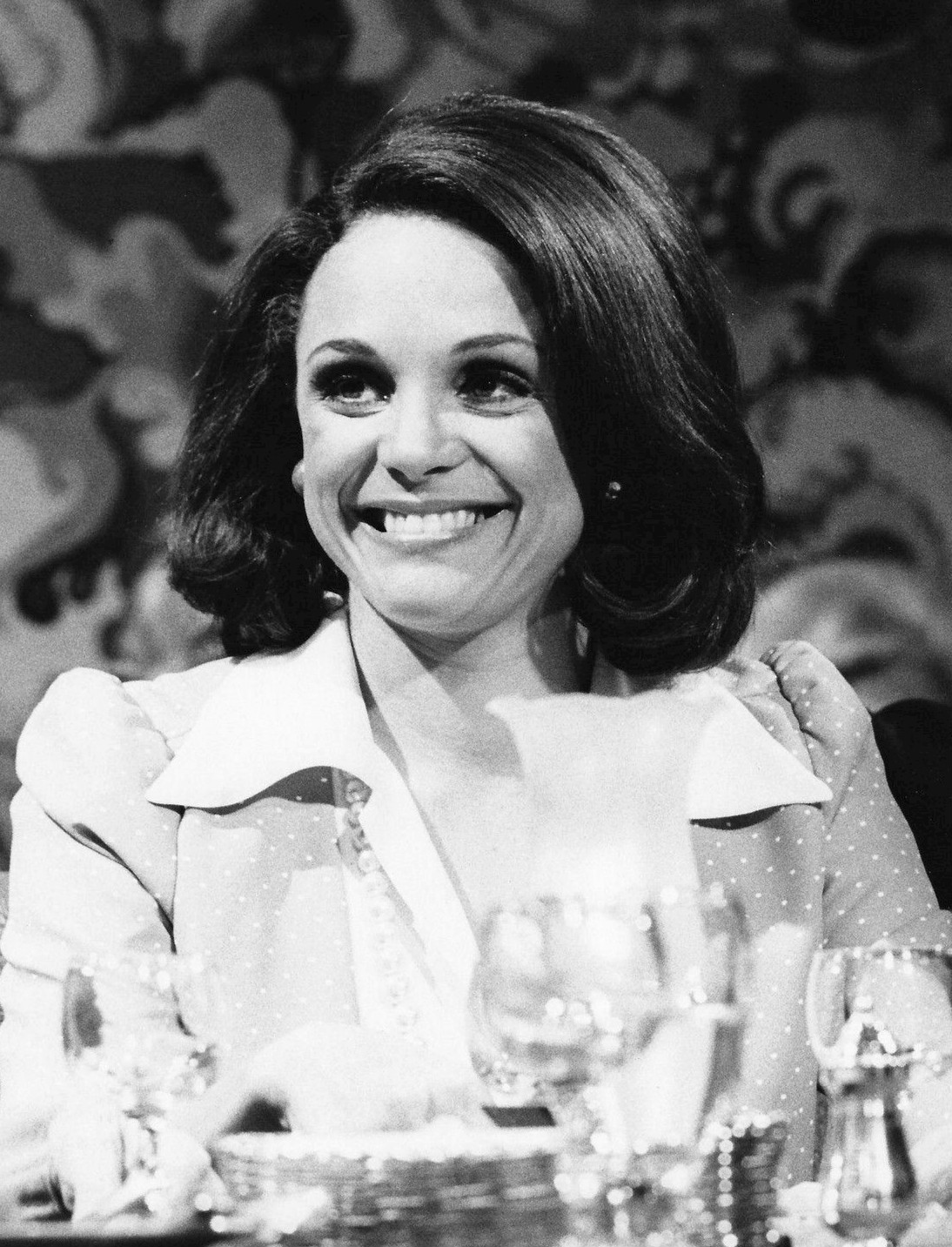
Valerie Harper en 1974.

### Jeunesse
Valerie Kathryn Harper naît le 22 août 1939 à Suffern, New York,. Son père, Howard Donald Harper (1907-1981), est  vendeur de luminaires ; sa mère, Iva Mildred  McConnell (1910-1988), est née et a grandi à Dalmeny, en Saskatchewan, avant de devenir enseignante puis de suivre une formation d'infirmière. Ses parents se marient dans l'Alberta avant de s'installer aux États-Unis.
Valerie Harper est la cadette de la fratrie, entre sa sœur Leanne (née en 1937) et son frère Merrill (né en 1942, qui prit plus tard le prénom de « Don »). Elle a également une demi-sœur, Virginia, née du second mariage de son père avec Angela Posillico (1933–1996), après le divorce de ses parents en 1957.
Ses prénoms sont inspirés des champions de tennis en double féminin de cette année, Valerie Scott et Kay Stammers,. Ayant des ascendances française, anglaise, irlandaise, écossaise et galloise, elle affirme avoir basé son personnage de Rhoda Morgenstern sur sa belle-mère italienne et Penny Ann Green (née Joanna Greenberg), avec qui elle a dansé dans la comédie musicale de Broadway Wildcat. Elle a été élevée dans la religion catholique, bien qu'elle s'en soit éloigné très tôt.
La famille déménageant tous les deux ans à cause du travail du père, Harper fréquente des écoles à South Orange (New Jersey), Pasadena (Californie), Monroe (Michigan), Ashland ( Oregon) et Jersey City (New Jersey). Alors que sa famille retourne dans l'Oregon, Harper reste dans la région de New York pour étudier la danse. Elle fréquente le Lincoln High School à Jersey City, puis obtient un diplôme à la Young Professionals School, aux côtés de Sal Mineo, Tuesday Weld et Carol Lynley.

### Carrière

#### Débuts
Valérie commence sa carrière en tant que chorus girl à Broadway, dans plusieurs spectacles dont certains chorégraphiés par Michael Kidd, notamment Wildcat (mettant en vedette Lucille Ball), Take Me Along (avec Jackie Gleason), et Subways Are for Sleeping. Elle participe également à la comédie musicale Destry Rides Again, mais est forcée d'abandonner les répétitions en raison d'une maladie. Sa compagne de chambre, l'actrice Arlene Golonka, l'introduit dans la troupe d'improvisation Second City. Elle y fait la connaissance de l'acteur Dick Schaal, qu'elle épouse en 1965.
Harper apparaît dans la version cinématographique de Li'l Abner (1959), dans lequel elle incarne Yokumberry Tonic, puis fait ses débuts à la télévision en 1963 dans un épisode de la série The Doctors (Zip Guns Can Kill). En 1965, elle interprète plusieurs personnages sur le disque When You're in Love the Whole World Is Jewish aux côtés de Lou Jacobi, Betty Walker, Jack Gilford, Joe Silver, Jackie Kannon, Bob McFadden, Frank Gallop et Arlene Golonka. Elle fait partie de la distribution du Story Theatre de Paul Sills en 1971 et apparaît dans des sketches de l'émission Playboy After Dark.

#### The Mary Tyler Moore Show
Alors qu'elle joue au théâtre à Los Angeles en 1970, l'agent de casting Ethel Winant la repère et la fait auditionner pour le rôle de Rhoda Morgenstern dans le Mary Tyler Moore Show. Elle partage ainsi la vedette avec Mary Tyler Moore entre 1970 et 1974, avant de reprendre le rôle dans la série dérivée Rhoda (1974-1978). Son interprétation lui vaut quatre Emmy Awards et un Golden Globe au cours de cette période. En 2000, Harper retrouve Mary Tyler Moore dans le téléfilm Mary and Rhoda, où elles reprennent leur personnage.
Elle est également nommée aux Golden Globes dans la catégorie « Révélation de l'année »  pour son rôle dans Les Anges gardiens (1974) et est l'invitée vedette pour la première saison du Muppet Show en 1976.
Elle revient à la comédie de situation en 1986 lorsqu'elle joue la matriarche Valerie Hogan dans la série Valérie. À la suite d'un conflit salarial avec NBC et la société de production Lorimar en 1987, elle est renvoyée à la fin de sa deuxième saison,. Elle  poursuit NBC et Lorimar pour rupture de contrat ; ses demandes contre NBC sont rejetées, mais le jury condamne Lorimar à lui verser 1,4 million de dollars, plus 12,5% des bénéfices de l'émission, pour l'avoir renvoyée à tort,.
Elle apparaît dans divers téléfilms, notamment dans l'adaptation de la pièce de Michael Cristofer The Shadow Box, réalisée par Paul Newman, et dans des rôles invités dans des séries comme Melrose Place (1998) et Sex and the City (1999).

#### Dernières années
Membre de la Screen Actors Guild (SAG), elle se présente à la présidence en 2001, remportée par Melissa Gilbert. Elle siège toutefois au conseil d'administration hollywoodien.
De 2005 à 2006, elle incarne Golda Meir lors d’une tournée nationale du seule-en-scène Golda's Balcony,. Elle joue le rôle de Tallulah Bankhead dans la création de Looped de Matthew Lombardo au Pasadena Playhouse du 27 juin au 3 août 2008,, puis en 2009 à Washington et de février à avril 2010 à Broadway au Lyceum Theatre, pour lequel elle est nommée aux Tony Awards. Elle doit cependant annuler la tournée nationale prévue à partir de janvier 2013 en raison de son état de santé.
Elle joue Claire Bremmer, tante de Susan Delfino (Teri Hatcher) dans Desperate Housewives en 2011.
En septembre 2013, elle participe à la 17e saison de Dancing with the Stars où elle est associée au danseur professionnel Tristan MacManus. Le couple est éliminés le 7 octobre 2013.
Elle fait sa dernière apparition en 2018 dans la série télévisée Liza on Demand, dans l'épisode Valentine's Day.

### Maladie et mort
En 2009, Harper apprend qu'elle est atteinte d'un cancer du poumon. Le 6 mars 2013, elle annonce que des tests effectués lors d'un séjour à l'hôpital en janvier ont révélé une méningite carcinomateuse, une affection rare dans laquelle les cellules cancéreuses se propagent dans les méninges. Les médecins lui donnent à peine trois mois d'espérance de vie. Bien que la maladie soit considérée comme incurable, une chimiothérapie est entamée afin de ralentir sa progression. Le 30 juillet 2015, elle est hospitalisée dans le Maine après être tombé brièvement inconsciente,. En 2016, alors qu'elle poursuit son traitement au Centre médical Cedars-Sinai, elle joue dans un court métrage, My Mom and the Girl, basé sur les expériences de la réalisatrice Susie Singer Carter, dont la mère a souffert de la maladie d'Alzheimer.
En septembre 2017, Valerie Harper déclare : « Les gens disent : “Elle est sur le point de mourir rapidement”. Maintenant, on me donne cinq ans au lieu de trois mois… Je vais me battre. Je vais trouver comment y arriver. »  En juillet 2019, elle suit un régime comprenant « une multitude de médicaments et de chimiothérapies » et endure « des épreuves physiques et douloureux extrêmes » qui nécessitent « des soins 24 heures sur 24, 7 jours sur 7 ».
Elle meurt le matin du 30 août 2019 à Los Angeles, huit jours après son 80e anniversaire,.

### Vie privée et engagements personnels
Valérie Harper a été mariée à l'acteur Richard Schaal (en) de décembre 1964 à janvier 1978, puis à l'acteur Tony Cacciotti du 8 avril 1987 à sa mort. Le couple adopte une fille, Cristina, en 1983.
Dans les années 1970 et 1980, elle participe au mouvement de libération des femmes et milite pour l'amendement relatif à l'égalité des droits,. Avec Dennis Weaver, elle fonde en 1983 LIFE, une organisation caritative qui nourrit des milliers de personnes dans le besoin à Los Angeles,.

## Filmographie

### Cinéma
- 1956 : Rock, Rock, Rock! : une danseuse
- 1959 : Li'l Abner : la femme de Luke
- 1963 : Trash Program : la femme
- 1969 : With a Feminine Touch
- 1974 : Les Anges gardiens : la femme de Bean
- 1979 : Chapter Two : Faye Medwick
- 1980 : The Last Married Couple in America de Gilbert Cates : Barbara
- 1984 : La Faute à Rio : Karen Hollis
- 2007 : Golda's Balcony : Golda Meir
- 2011 : Certainty : Kathryn
- 2012 : Shiver : Audrey Alden

### Télévision

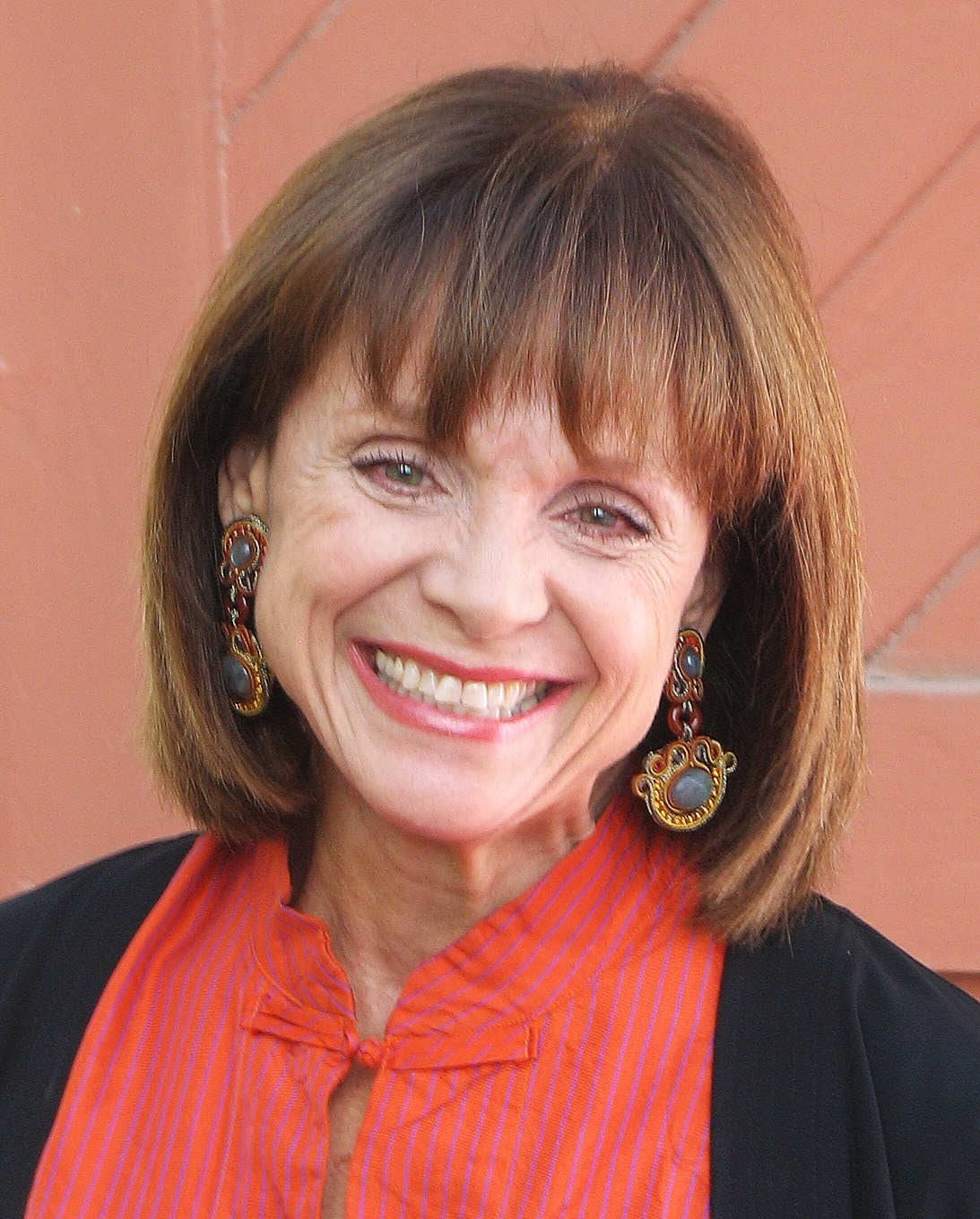
Valerie Harper en 2007.

- 1970-1977 : The Mary Tyler Moore Show : Rhoda Morgenstern-Gerard (92 épisodes)
- 1971 : Story Theatre
- 1971 : Love, American Style : Barbar Watkins (1 épisode)
- 1972 : Columbo : Eve Badcock (Saison 2, épisode 3 Le Grain de sable)
- 1973 : The Shape of Things
- 1974 : Thursday's Game : Ann Menzente
- 1974-1978 : Rhoda : Rhoda Morgenstern-Gerard (110 épisodes)
- 1977 : Night Terror : Carol Turner
- 1980 : Fun and Games : Carol Hefferman
- 1980 : The Shadow Box : Maggie
- 1981 : The Day the Loving Stopped : Norma Danner
- 1982 : Farrell for the People : Elizabeth Farrell
- 1982 : Un enfant de lumière : Laura
- 1983 : An Invasion of Privacy : Kate Bianchi
- 1985 : The Execution : Hannah Epstein
- 1986 : La croisière s'amuse : Laurel Peters (2 épisodes)
- 1986 : The Tonight Show Starring Johnny Carson (1 épisode)
- 1986-1987 : Valérie : Valerie Hogan (32 épisodes)
- 1987 : Strange Voices : Lynn Glover
- 1988 : Drop-Out Mother : Nora Cromwell
- 1988 : The People Across the Lake : Rachel Yoman
- 1990 : Stolen: One Husband : Katherine Slade
- 1990 : City : Liz Gianni (13 épisodes)
- 1991 : Perry Mason, un éditorial de trop : Dyan Draper
- 1993 : The Poetry Hall of Fame
- 1994 : Missing Persons : Ellen Hartig (3 épisodes)
- 1994 : Mortel Rendez-vous (A Friend to Die For) : Mme Delvecchio
- 1995 : The Office : Rita Stone (6 épisodes)
- 1995 : Une punition inattendue : Grace
- 1996 : Promised Land (en) : Molly Arnold (1 épisode)
- 1996-1999 : Les Anges du bonheur : Kate Prescott (2 épisodes)
- 1997 : Dog's Best Friend : la poule
- 1998 : Melrose Place : Mia Mancini (2 épisodes)
- 1998 : Majutsushi Orphen Mubouhen : voix additionnelles (1 épisode)
- 1998 : Generator Grawl : Plusieurs personnages
- 1999 : Sex and the City : Wallis Wysel (1 épisode)
- 2000 : Mary and Rhoda : Rhoda Morgenstern Gerard Rousseau
- 2000 : TV Business (1 épisode)
- 2000 : Ginger : Maryellen (1 épisode)
- 2001 : That '70s Show : Paula (1 épisode)
- 2001 : Associées pour la loi : Julia (1 épisode)
- 2001 : Three Sisters : Merle Keats (2 épisodes)
- 2002 : Souvenirs d'amour : Claire
- 2003-2004 : Less Than Perfect (en) : Judith (2 épisodes)
- 2005 : Marni et Nate : Lily Solomon (1 épisode)
- 2009 : Pour le meilleur et le pire : Barbara (1 épisode)
- 2011 : Desperate Housewives : Claire Bremmer (1 épisode)
- 2011 : My Future Boyfriend : Bobbi Moreau
- 2011 : Un prince pas très charmant : Mme Friedlander
- 2011-2012 : Drop Dead Diva : le juge Leslie Singer (2 épisodes)
- 2013 : Les Simpson, épisode Un test avant d'essayer : la responsable du département d'essai

## Distinctions

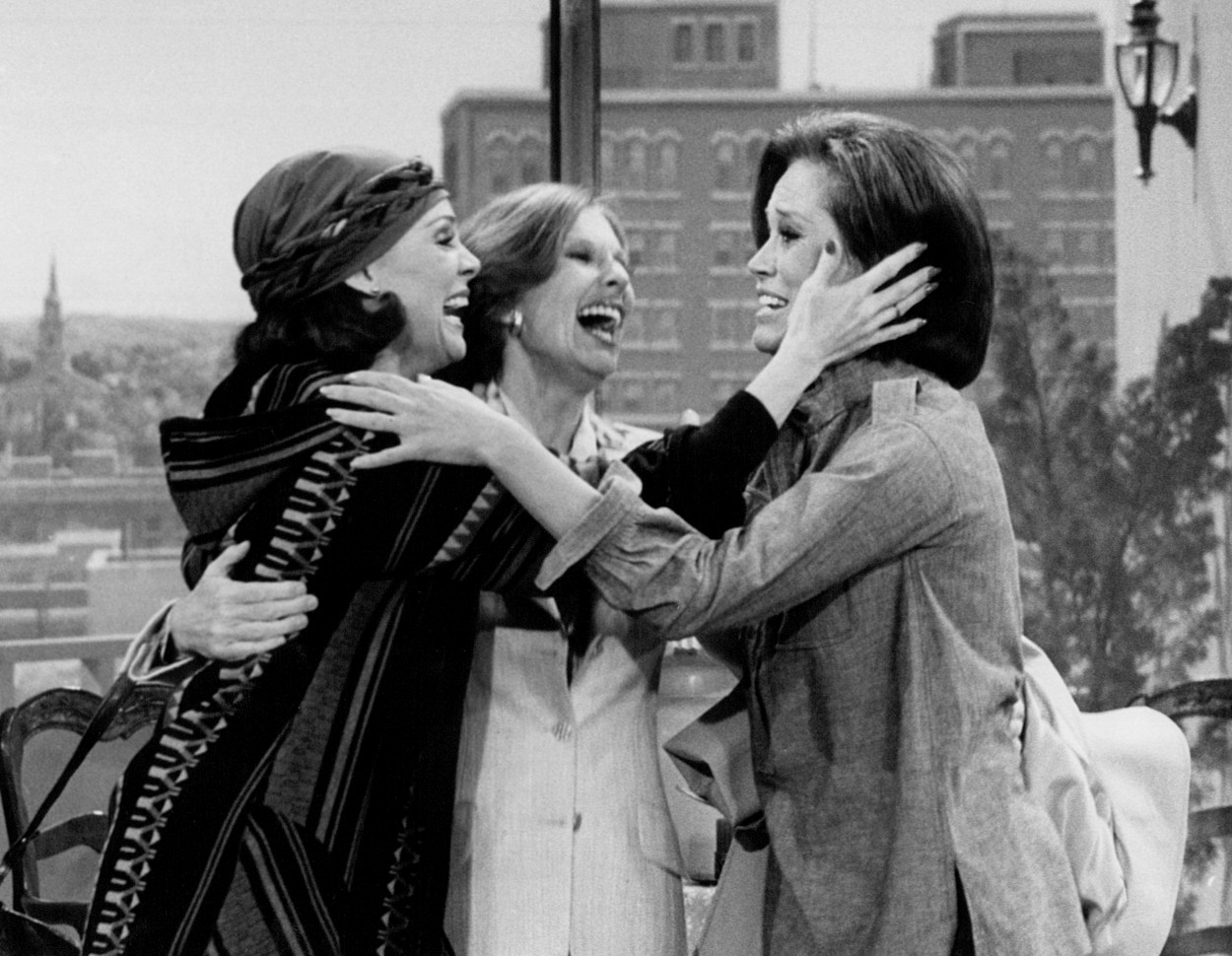
Valerie Harper, Mary Tyler Moore et Cloris Leachman dans le dernier épisode du Mary Tyler Moore Show (1977).

### Récompenses
- Emmy Awards 1971 : Meilleure actrice dans un second rôle dans une série télévisée comique pour The Mary Tyler Moore Show (rôle de Rhoda Morgenstern-Gerard)
- Emmy Awards 1972 : Meilleure  actrice dans un second rôle dans une série télévisée comique pour The Mary Tyler Moore Show
- Emmy Awards 1973 : Meilleure  actrice dans un second rôle dans une série télévisée comique pour The Mary Tyler Moore Show
- Golden Globes 1974 : Meilleure actrice dans un film musical ou une comédie pour Rhoda (rôle de Rhoda Morgenstern-Gerard)
- Emmy Awards 1975 : Meilleure actrice dans une série télévisée comique pour Rhoda

### Nominations
- Golden Globes 1972 : Meilleure actrice dans un second rôle dans une série, une mini-série ou un téléfilm pour The Mary Tyler Show
- Golden Globes 1973 : Meilleure actrice dans un second rôle dans une série, une mini-série ou un téléfilm pour The Mary Tyler Show
- Emmy Awards 1974 : Meilleure actrice dans un second rôle dans une série télévisée comique pour The Mary Tyler Moore Show
- Golden Globes 1975 :
  - Révélation féminine de l'année pour Les Anges gardiens (rôle de la femme de Bean)
  - Meilleure actrice dans un film musical ou une comédie pour Rhoda (rôle de Rhoda Morgenstern-Gerard)
- Emmy Awards 1976 : Meilleure actrice dans une série télévisée comique pour Rhoda
- Emmy Awards 1977 : Meilleure actrice dans une série télévisée comique pour Rhoda
- Emmy Awards 1978 : Meilleure actrice dans une série télévisée comique pour Rhoda
- Golden Globes 1980 : Meilleure actrice dans un second rôle pour Chapter Two (rôle de Faye Medwick)
- Tony Awards 2010 : Meilleure actrice dans une pièce pour Looped (rôle de Tallulah Bankhead)

## Voix françaises
- Évelyn Séléna dans On m'a volé mon mari (1990, téléfilm)

### Sources bibliographiques
- (en) Patricia Brennan, « Life After Lawsuit », The Washington Post,‎ 2 octobre 1988 (lire en ligne)
- (en) Stephen Farber, « Harper in TV Film on Network She Sued », The New York Times,‎ 3 octobre 1988 (lire en ligne)